# Haplusia fusca
Haplusia fusca är en tvåvingeart som först beskrevs av Ephraim Porter Felt 1908.  Haplusia fusca ingår i släktet Haplusia och familjen gallmyggor.
Artens utbredningsområde är New York. Inga underarter finns listade i Catalogue of Life.